# ТЕС Dubai Aluminium
25°1′38″ пн. ш. 55°5′20″ зх. д. / 25.02722° пн. ш. 55.08889° зх. д.
ТЕС Dubai Aluminium – теплова електростанція у еміраті Дубай (Об’єднані Арабські Емірати), споруджена для забезпечення потреб алюмінієвого комбінату компанії DUBAL.
У 1979 році поблизу Джебель-Алі почав роботу алюмінієвий комбінат. Враховуючи енергоємність цього виробництва, в його складі запустили власну ТЕС, котра первісно мала 13 газових турбін General Electric – вісім типу Frame 5 та п’ять типу Frame 9B (розроблена незадовго до того модель потужністю біля 80 МВт). Всі вони живили котли-утилізатори, проте не з метою створення комбінованого парогазового цикла по виробництву електроенергії, а задля роботи секції опріснення води.
Завод, котрий почав роботу з трьома плавильними печами та річною потужністю у 135 тисяч тон, в подальшому пройшов через численні модернізації та станом на середину 2010-х досягнув загальної продуктивності у 1 млн тон на рік. Зростання основного виробництва знаходило своє відображення у розширенні ТЕС. Коли в 1990-му на майданчику запустили четверту піч, то також встановили ще одну газову турбіну компанії АВВ потужністю 102 МВт, яку за три роки доповнили паровою турбіною з показником 48 МВт.
В 1996-му у межах проекту Фалькон (спорудження п’ятої печі) встановили дві газові турбіни General Electric Frame 9Е (більш потужна версія в серії Frame 9 з стандартним показником у 123 МВт, яка, втім, в умовах спекотного клімату ОАЕ була ноімнована на рівні у 103 МВт). А до кінця того ж десятиліття в межах проекту Кондор (встановлення шостої печі) додали ще дві газові турбіни General Electric Frame 9Е. Крім того, змонтували дві парові турбіни Alstom потужністю по 125 МВт, кожна з яких живилась через котли-утилізатори від двох газових турбін Frame 9Е. Таким чином, всі встановлені в межах проектів Фалькон та Кондор турбіни виявились задіяними у комбінованому парогазовому циклі по виробництву електроенергії.
В 2003-му стала до ладу піч №9, а енергетичне господарство підсилили парогазовим блоком, котрий, так само як і два попередні, мав дві газові турбіни General Electric Frame 9Е та одну парову турбіну Alstom (проект Кестрел І).
Нарешті, в 2005 – 2008 роках запустили печі 7А, 7В, 9В, 5В та 8, при цьому в 2007-му ввели в експлуатацію більш потужний парогазовий енергоблок, котрий мав дві газові турбіни Alstom GT13E потужністю по 140 МВт та одну парову турбіну Alstom з показником у 150 МВт (проект Кестрел II або CCPP22). Крім того, у 2008-му додали одну окрему газову турбіну Alstom GT13E потужністю 150 МВт, яка, втім, також має свій котел-утилізатор та може брати участь у виробітці пари для потреб комбінату. Після всіх цих доповнень загальна потужність ТЕС досягла 2350 МВт. Вона також забезпечувала роботу опріснювального заводу продуктивністю 136 млн літрів на добу, котрий задовольняв як потреби самого алюмінієвого комбінату, так і сторонніх споживачів.
У другій половині 2010-х компанії Siemens замовили ще один парогазовий блок потужністю 600 МВт. Він матиме одну газову турбіну Siemens SGT5-8000H, котра через котел-утилізатор живитиме одну парову турбіну Siemens SST5000. Після запуску цього блоку, який запланований на 2021 рік, п’ять старих турбін будуть використовуватись лише у особливих ситуаціях.
Як паливо станція споживає природний газ, котрий первісно міг постачати лише газопереробний завод Джебель-Алі. У 1986-му сюди також почав надходити ресурс із емірату Шарджа (трубопровід Саджаа – Джебель-Алі), потім з 2001-го із емірату Абу-Дабі (Макта – Джебель-Алі), нарешті, з 2010 року в порту Джебель-Алі стала до роботи плавуча регазифікаційна установка, котра дозволяє імпортувати зріджений природний газ.